# Mabella
Mabella Carnes é uma indústria de produtos alimentícios derivados de carne suína, (exemplo: presunto). A empresa foi fundada em 18 de outubro de 2001 nas instalações que anteriormente eram uma das unidades da Sadia. A matriz está localizada em Frederico Westphalen, estado do Rio Grande do Sul, cidade pólo de uma região tradicional na prática da suinocultura.
Atualmente faz parte do Grupo Marfrig fazendo parte da rede Seara Alimentos também pertencente a Marfrig em 2010.

## História
A história da Mabella começou na cidade de Frederico Westphalen, no Rio Grande do Sul, uma região repleta de belas colinas e com natureza exuberante.
Tudo teve início em 1938, com a Cooperativa de Produtos Suínos Antônio Ltda, depois sucedida pela Damo S/A, em 1961. De 1989 e 1996, a Mabella foi parte da Sadia e, em 2001, tornou-se uma empresa de controle próprio, cujo foco principal era a qualidade superior de seus produtos.
Em 2004, a trajetória de crescimento teve continuidade, quando a Mabella adquiriu junto a Cooperativa A1 a planta fabril do Frigorífico Spitze, localizado em Itapiranga, Santa Catarina. Já em 2008, passou a ser controlada pelo Marfrig Group, reconhecido pela procedência de seus produtos e por sua presença global.
Hoje, o que torna a Mabella uma empresa com produtos de qualidade superior e sabor inigualável são as receitas tradicionais e sua equipe de profissionais altamente capacitados. E é este gostinho que a Mabella leva também para o mercado internacional, ao exportar parte de sua produção para diversos países do mundo.
Seu slogan é "Mabella, a vida mais bela" e "Mabella, Sabor pra viver bem".
A partir 2010 com a compra da Seara pelo grupo Marfrig a Mabella passou a representar a rede Seara Alimentos e seu nome foi renomeado para Mabella Seara.
No ano de 2013 a Seara/Marfrig foi vendida para a empresa JBS Foods, passando a não mais existir o Frigorífico Seara, sendo esta apenas mais uma das marcas de alimentos comercializada agora pela JBS Foods.